# Мерігілл (Вашингтон)
Мерігілл (англ. Maryhill) — переписна місцевість (CDP) в США, в окрузі Клікітат штату Вашингтон. Населення — 55 осіб (2020).

## Географія
Мерігілл розташований за координатами 45°41′34″ пн. ш. 120°48′26″ зх. д. / 45.69278° пн. ш. 120.80722° зх. д. (45.692754, -120.807170).  За даними Бюро перепису населення США в 2010 році переписна місцевість мала площу 7,29 км², уся площа — суходіл.

## Демографія
Згідно з переписом 2010 року, у переписній місцевості мешкало 58 осіб у 25 домогосподарствах у складі 19 родин. Густота населення становила 8 осіб/км².  Було 27 помешкань (4/км²).
Расовий склад населення:
| - 77,6 % — білих - 1,7 % — корінних американців - 1,7 % — азіатів - 6,9 % — осіб інших рас |

До двох чи більше рас належало 12,1 %. Частка іспаномовних становила 15,5 % від усіх жителів.
За віковим діапазоном населення розподілялося таким чином: 8,6 % — особи молодші 18 років, 67,3 % — особи у віці 18—64 років, 24,1 % — особи у віці 65 років та старші. Медіана віку мешканця становила 54,0 року. На 100 осіб жіночої статі у переписній місцевості припадало 152,2 чоловіків;  на 100 жінок у віці від 18 років та старших — 140,9 чоловіків також старших 18 років.

Цивільне працевлаштоване населення становило 0 осіб. 